# Tom Peuckert
Tom Peuckert (* 8. Januar 1962 in Leipzig) ist ein deutscher Theaterautor, Theaterregisseur, Dokumentarfilmer und Hörspielautor.

## Leben
Peuckert wuchs zu DDR-Zeiten in Leipzig auf.
Nach seiner Arbeit als Regieassistent bei den Städtischen Bühnen Quedlinburg studierte er von 1984 bis 1989 Theaterwissenschaft.
Peuckert erhielt 1998 ein Autorenstipendium des Berliner Senats. Seine Theaterstücke wurden u. a. in Deutschland, Griechenland, Italien, Frankreich, Uruguay und Albanien aufgeführt.

## Werke

### Stücke
| Titel                                                                              | Jahr der Uraufführung | Ort der Uraufführung                                  |
| ---------------------------------------------------------------------------------- | --------------------- | ----------------------------------------------------- |
| Artaud erinnert sich an Hitler und das Romanische Café                             | 2000                  | Berliner Ensemble                                     |
| Nietzsche!                                                                         | 2001                  | Theaterhaus Jena                                      |
| Kaspar Hauser Bombe                                                                | 2002                  | Theater Freiburg                                      |
| Dionysos Deutschland                                                               | 2004                  | Theater Freiburg                                      |
| Luhmann                                                                            | 2005                  | Theater Bielefeld                                     |
| Mordshunger. Bekenntnisse eines Restaurantkritikers                                | 2006                  | Theater Freiburg                                      |
| 2009                                                                               | 2006                  | Theater Bielefeld                                     |
| Comédie Russe                                                                      | 2006                  | Theater Baden-Baden                                   |
| Elende Väter                                                                       | 2007                  | Theater Bielefeld                                     |
| Gedächtnisambulanz                                                                 | 2011                  | Theater Bielefeld                                     |
| Walter – Eine Geschichte für sich, nach Walter Kempowski                           | 2012                  | Theater Bielefeld                                     |
| Die berühmtesten Dramen der Welt. Für die Gegenwart bearbeitet und radikal gekürzt | 2012                  | Theaterlabor Bremen                                   |
| JR . Bühnenfassung des Romans von William Gaddis                                   | 2014                  | Theater Wuppertal, Hauptpreis Theatertreffen NRW 2014 |
| Das Leben des H. Erzählt von seinem Kunsthändler                                   | 2020                  | Stadttheater Gießen                                   |
| Metamorphosen (nach Ovid)                                                          | 2022                  | Stadttheater Gießen                                   |

### Hörspiele
| Titel                                                                       | Regie                                       | Herausgeber             | Veröffentlichungsjahr | Anmerkungen                                             |
| --------------------------------------------------------------------------- | ------------------------------------------- | ----------------------- | --------------------- | ------------------------------------------------------- |
| Artaud erinnert sich an Hitler und das Romanische Café                      | Manfred Mixner                              | SFB                     | 1997                  |                                                         |
| Reich in Amerika                                                            | Peter Groeger                               | SFB/ORF                 | 1998                  | Ausgezeichnet als Hörspiel des Monats März 1998         |
| Die wirkliche Geschichte von Leben und Tod des Entertainers Klaus Meise     | Beate Andres                                | SFB                     | 1999                  |                                                         |
| Nietzsche fährt nach Hause                                                  | Hans Gerd Krogmann                          | SFB                     | 2000                  |                                                         |
| Arendt Junior schreibt ein Drehbuch                                         |                                             | SWR                     | 2001                  |                                                         |
| Totmann                                                                     | Beate Andres                                | SFB                     | 2001                  |                                                         |
| Der teuerste Kopf der Welt                                                  | Beate Andres                                | SFB                     | 2001                  |                                                         |
| Süßes Gift                                                                  | Thomas Leutzbach                            | WDR                     | 2002                  | Neuproduktion Czech Radio 2005                          |
| Ich bin ein literarischer Proletarier oder Dostojewskis wilde Jagd          | Jutta Schnirch                              | RBB                     | 2004                  | 10-teilige Kurzhörspielserie                            |
| Kaspar Hauser Bombe                                                         | Beate Andres                                | RBB                     | 2004                  |                                                         |
| Kaufhaus Europa                                                             | Corinne Frottier                            | RBB                     | 2004                  |                                                         |
| Sonette an M.                                                               | Stefan Dutt                                 | Deutschlandradio Kultur | 2004                  |                                                         |
| Dionysos Deutschland                                                        | Leonhard Koppelmann                         | WDR                     | 2005                  |                                                         |
| Patriarchendämmerung                                                        | Andrea Getto                                | RBB                     | 2005                  |                                                         |
| Der Fünf Minuten Klassiker                                                  | Beate Rosch                                 | RBB                     | 2006                  | 10-teilige Kurzhörspielserie                            |
| 2009                                                                        | Leonhard Koppelmann                         | WDR                     | 2007                  |                                                         |
| Luhmann                                                                     | Leonhard Koppelmann                         | BR                      | 2007                  |                                                         |
| Abriss                                                                      | Robert Schoen                               | RBB                     | 2008                  |                                                         |
| Elende Väter                                                                | Leonhard Koppelmann                         | WDR                     | 2008                  |                                                         |
| Comédie russe                                                               | Iris Drögekamp                              | SWR                     | 2008                  |                                                         |
| Casa Solar                                                                  | Sven Stricker                               | RBB                     | 2010                  | Radio-Tatort                                            |
| Mordshunger. Bekenntnisse eines Restaurantkritikers                         | Leonhard Koppelmann                         | WDR                     | 2010                  |                                                         |
| Die berühmtesten Dramen der Welt – Für die Gegenwart bearbeitet und gekürzt | Beate Rosch                                 | RBB                     | 2010                  | 10-teilige Kurzhörspielserie                            |
| Aschermittwoch                                                              | Thomas Werner                               | WDR                     | 2011                  |                                                         |
| Touristen                                                                   | Nikolai von Koslowski                       | RBB                     | 2012                  | Radio-Tatort                                            |
| Gebirge                                                                     | Jörg Schlüter                               | WDR                     | 2013                  |                                                         |
| Gedächtnisambulanz                                                          | Tim Staffel                                 | WDR                     | 2013                  |                                                         |
| Paradise                                                                    | Annette Kurth                               | WDR                     | 2014                  |                                                         |
| Öl                                                                          | Leonhard Koppelmann                         | WDR                     | 2014                  |                                                         |
| Autsystem                                                                   | Nikolai von Koslowski                       | RBB                     | 2014                  | Radio-Tatort                                            |
| Europas Klassiker. Eine literarische Séance                                 | Oliver Sturm                                | RBB                     | 2014                  |                                                         |
| Doberschütz und das Gleichgewicht des Schreckens                            | Thomas Leutzbach                            | WDR                     | 2015                  |                                                         |
| Schröders Tod                                                               | Cordula Dickmeiss                           | DLR                     | 2015                  |                                                         |
| Papa, Kevin hat gesagt...                                                   | Regine Ahrem                                | RBB                     | 2015                  | Hörspielserie gemeinsam mit Regine Ahrem und Samir Nasr |
| Traumhochzeit                                                               |                                             | RBB                     | 2016                  |                                                         |
| Doberschütz und der Krieg der Generäle                                      | Thomas Leutzbach                            | WDR                     | 2016                  |                                                         |
| Eine Spengler Musik, nach Oswald Spenglers „Untergang des Abendlandes“      |                                             | WDR                     | 2016                  |                                                         |
| Doberschütz und der amerikanische Freund                                    | Thomas Leutzbach                            | WDR                     | 2016                  |                                                         |
| Doberschütz und die Politik der Liebe                                       | Thomas Leutzbach                            | WDR                     | 2017                  |                                                         |
| Doberschütz und das kleinste Verbrechen der Welt                            | Thomas Leutzbach                            | WDR                     | 2018                  |                                                         |
| Papa, Kevin hat gesagt... (2. Staffel)                                      | Regine Ahrem                                | RBB                     | 2018                  | Hörspielserie gemeinsam mit Regine Ahrem und Samir Nasr |
| Die Wähler                                                                  | Thomas Wolfertz                             | WDR                     | 2018                  |                                                         |
| Das Leben des H. erzählt von seinem Kunsthändler                            | Wolfgang Rindfleisch                        | RBB                     | 2018                  |                                                         |
| Die Jahre aus Gold und Eis                                                  | Barbara Meerkötter und Wolfgang Rindfleisch | RBB                     | 2019                  | Achtteilige Hörspielserie zur Wendezeit                 |
| Psychotrop                                                                  | Kai Grehn                                   | RBB                     | 2019                  | Radio-Tatort                                            |
| Doberschütz und das Ende des Informanten                                    | Thomas Leutzbach                            | WDR                     | 2019                  |                                                         |
| Doberschütz und die letzte Staatsjagd                                       | Thomas Leutzbach                            | WDR                     | 2020                  |                                                         |
| Liebesinsel                                                                 | Kai Grehn                                   | RBB                     | 2020                  | Radio-Tatort                                            |
| Sonntag                                                                     | Kai Grehn                                   | RBB                     | 2021                  |                                                         |
| Preußen. Im Kopf.                                                           | Jörg Schlüter                               | WDR                     | 2021                  | Vierteilige Hörspielserie 3D-Audio                      |
| Freiheit                                                                    | Kai Grehn                                   | RBB                     | 2022                  | Radio-Tatort                                            |
| Gift                                                                        | Kai Grehn                                   | RBB                     | 2023                  | Radio-Tatort                                            |
| Tough                                                                       | Kai Grehn                                   | RBB                     | 2024                  | Radio-Tatort                                            |

### Bücher
- 2015: Schwarzes Gold aus Warnemünde (gemeinsam mit Harald Martenstein), alternativgeschichtlicher Roman, Aufbau Verlag, ISBN 978-3-7466-3282-7[13]